# Mircea III de Valachie
Mircea III de Valachie prétendant au trône de Valachie en 1481 dont l'origine reste incertaine.
Ce prince est identifié soit avec:
- le second fils légitime de Vlad III l'Empaleur qui disparut en 1482-1483 à l'âge de 18 ou 19 ans au service de Jean Filipecz l'évêque catholique d'Oradea également chancelier du royaume de Hongrie.
- un bâtard du même Vlad III, protégé par le prince de Moldavie Étienne III qui tenta de l'imposer en Valachie en 1481.

## Sources
- Matei Cazacu  Dracula Tallandier Paris (2004) p. 229 & 232.